# Trhala fialky dynamitem
Trhala fialky dynamitem je česká filmová komedie z roku 1992 o rodině, která se v nových tržních podmínkách rozhodne podnikat.

## Děj
Rodina Karafiátových, která se doposud živila kradením pohřebních věnců a jejich převazováním na květiny, se v porevoluční době rozhodne podnikat. Chtějí přivážet bohaté západní turisty do Česka. V Paříži se jim podaří zaplnit autobus. Kvůli nízké ceně, kterou nabídli, se později snaží všemožně ušetřit třeba tím, že přes celé Německo nebudou zastavovat. Cestující si totiž chtěli prohlédnout tamní pamětihodnosti. S tím, že je to tradiční české ubytování, byli cestující nuceni přespat ve stodole apod.

## Obsazení
| Helena Růžičková   | Helena Karafiátová |
| Jiří Růžička       | Karafiát           |
| Jitka Asterová     | sestřenice Beta    |
| Lubomír Kostelka   | funebrák           |
| Roman Skamene      | bratranec Pons     |
| Valentina Thielová | profesorova žena   |
| Lubomír Lipský     | profesor           |
| Hana Čížková       | Marie Pomněnková   |
| Tomáš Hanák        | René               |
| Fredy Aiysi        | José               |
| Helena Vondráčková | zmrzlinářka        |
| Otto Lackovič      | Dezider            |
| Radim Vašinka      | vinař              |